# Tangara lavinia
La tangara alirrufa o tángara de cuello dorado (Tangara lavinia) es una especie de ave paseriforme de la familia Thraupidae, perteneciente al numeroso género Tangara. Es nativa de América Central y del noroeste de América del Sur. 

## Distribución y hábitat
Se distribuye por la pendiente caribeña desde Belice y Guatemala, por Honduras, Nicaragua, Costa Rica, hasta el sureste de Panamá, y por la pendiente del Pacífico desde el extremo suroeste de Panamá, por el oeste de Colombia, hasta el noroeste de Ecuador (Pichincha).
Esta especie es considerada bastante común pero local, en sus hábitats naturales: el dosel y los bordes de bosques húmedos tropicales, principalmente por debajo de los 500 m de altitud, unas pocas hasta los 1000 m; incluso en los bosques muy degradados.

## Sistemática

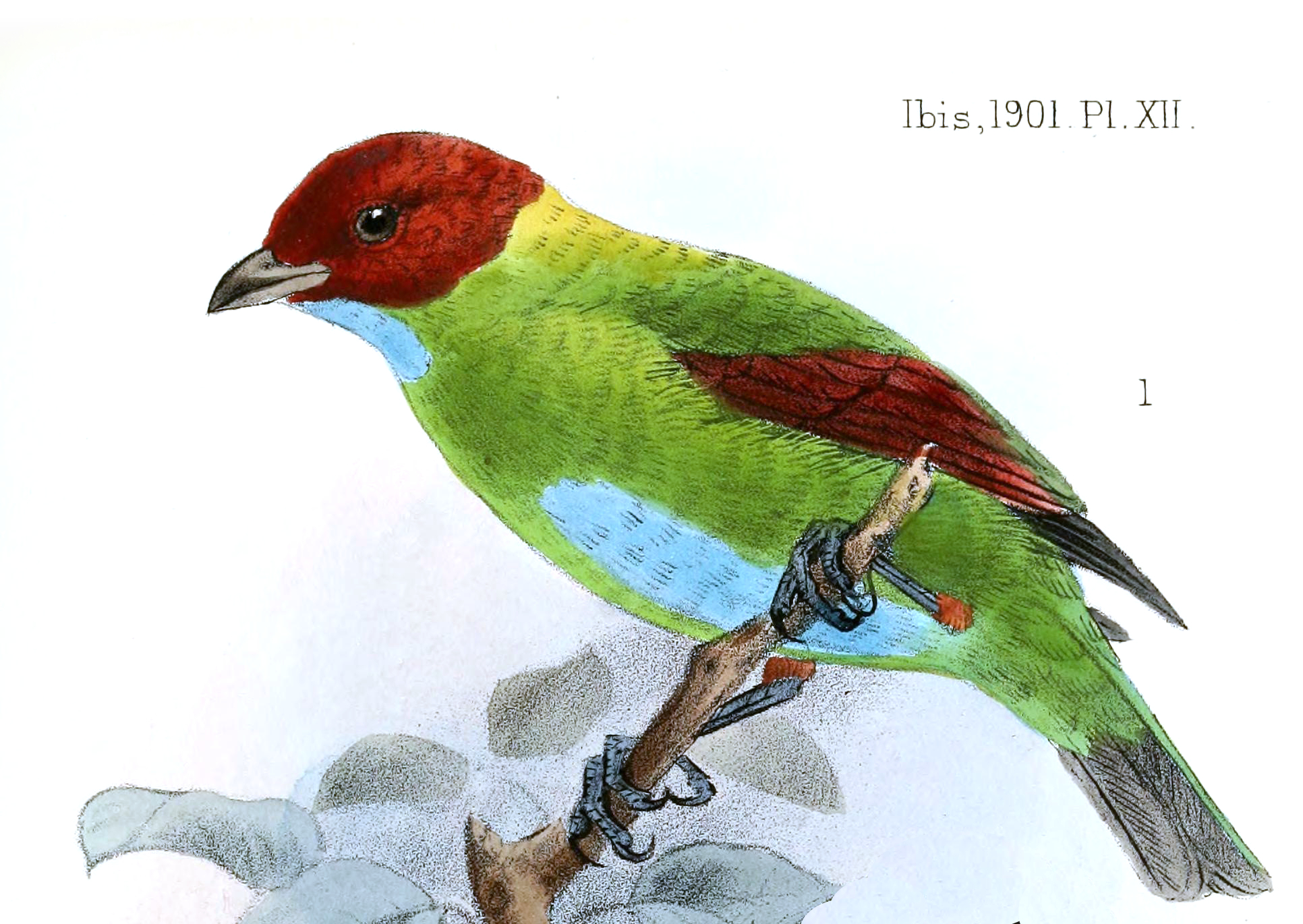
Calliste emiliae = Tangara lavinia, ilustración de Keulemans para The Ibis, 1901.

### Descripción original
La especie T. lavinia fue descrita por primera vez por el ornitólogo estadounidense John Cassin en 1858 bajo el nombre científico Calliste lavinia; su localidad tipo es: «Istmo de Darién, Panamá».

### Etimología
El nombre genérico femenino Tangara deriva de la palabra en el idioma tupí «tangará», que significa «bailarín» y era utilizado originalmente para designar una variedad de aves de colorido brillante; y el nombre de la especie «lavinia» conmemora a la empresaria y litógrafa estadounidense Lavinia Bowen (1820 –).

### Taxonomía
Los amplios estudios filogenéticos recientes demuestran que la presente especie es hermana de Tangara gyrola.

### Subespecies
Según las clasificaciones del Congreso Ornitológico Internacional (IOC) y Clements Checklist/eBird v.2019 se reconocen tres subespecies, con su correspondiente distribución geográfica:
- Tangara lavinia cara (Bangs, 1905) – de Honduras y Nicaragua hasta Costa Rica.
- Tangara lavinia dalmasi (Hellmayr, 1910) – oeste de Panamá (Chiriquí y Veraguas).
- Tangara lavinia lavinia (Cassin, 1858) – del este de Panamá al oeste de Colombia y noroeste de Ecuador; inclusive en la isla Gorgona.